# A bölcsességszem felnyitása
A The Opening of the Wisdom Eye (a teljes címe magyarul: A bölcsességszem felnyitása: és a buddhadharma fejlődésének története Tibetben) című könyvben a 14. dalai láma, Tendzin Gyaco a tibeti buddhizmus tanításait beszéli el összefoglaló jelleggel. A könyv azzal a szándékkal készült, hogy hozzájáruljon a tibeti kultúra teljesebb megértéséhez. Magyar nyelvű fordítása 2004-ben készült el. A fordító Zsélyi Ferenc volt.

## Tartalma
A mű elején Tendzin Gyaco röviden elmeséli a buddhizmus tibeti történetét és a tibeti buddhista iskolák kialakulását, majd a különféle tibeti buddhista gyakorlatok kerülnek bemutatásra közérthetően és tömören, amely csak az igazi nagy guruk tudásával lehetséges. A könyv fontosabb témái közé tartoznak a szkandhák, az ájatanák, a bódhiszattva különböző képzési formái, az abhidzsnyá, a szamatha kifejlesztése és egyéb fontos tanítások. A művet három buddhista tudós (Thubten Kalzang rinpocse, Bhikkhu Nagasena és Bhikkhu Khantipalo) fordította le tibeti nyelvről angolra, akik egy tibeti buddhista templomban dolgoztak együtt.

## Magyarul
- A bölcsességszem felnyitása; ford. Zsélyi Ferenc; Édesvíz, Bp., 2004